# Аджалыкский лиман
Аджалыкский лиман (устар. Малый Аджалыцкий) — солёный лиман в Одесской области, в 30 км на северо-восток от Одессы. В устье Аджалыкского лимана на левом берегу расположен порт Южный.
Лиман соединён с Чёрным морем подходным каналом длиной 3 км и глубиной 14 м. Судоходный канал в пересыпи был сооружён в 1974 году. Длина лимана — около 12 км, ширина — от 300 м в верховье до 1,3 км возле устья.
На берегах лимана расположено множество сёл и посёлков — Григорьевка, Новые Беляры и пр. На правом берегу лимана расположен Одесский припортовый завод. Вблизи лимана расположен город Южный.

## Галерея

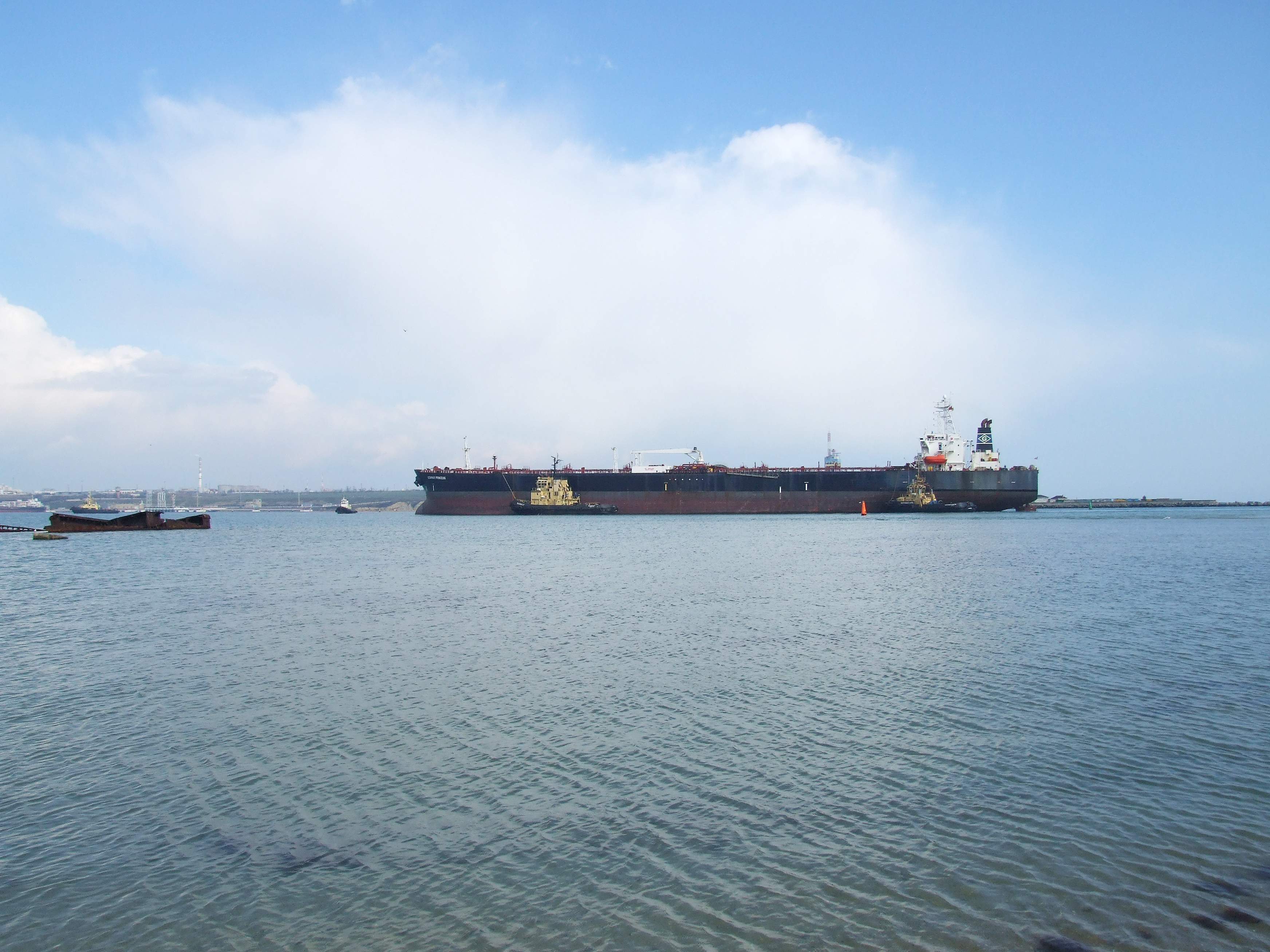
Грузовое судно входит в лиман через канал
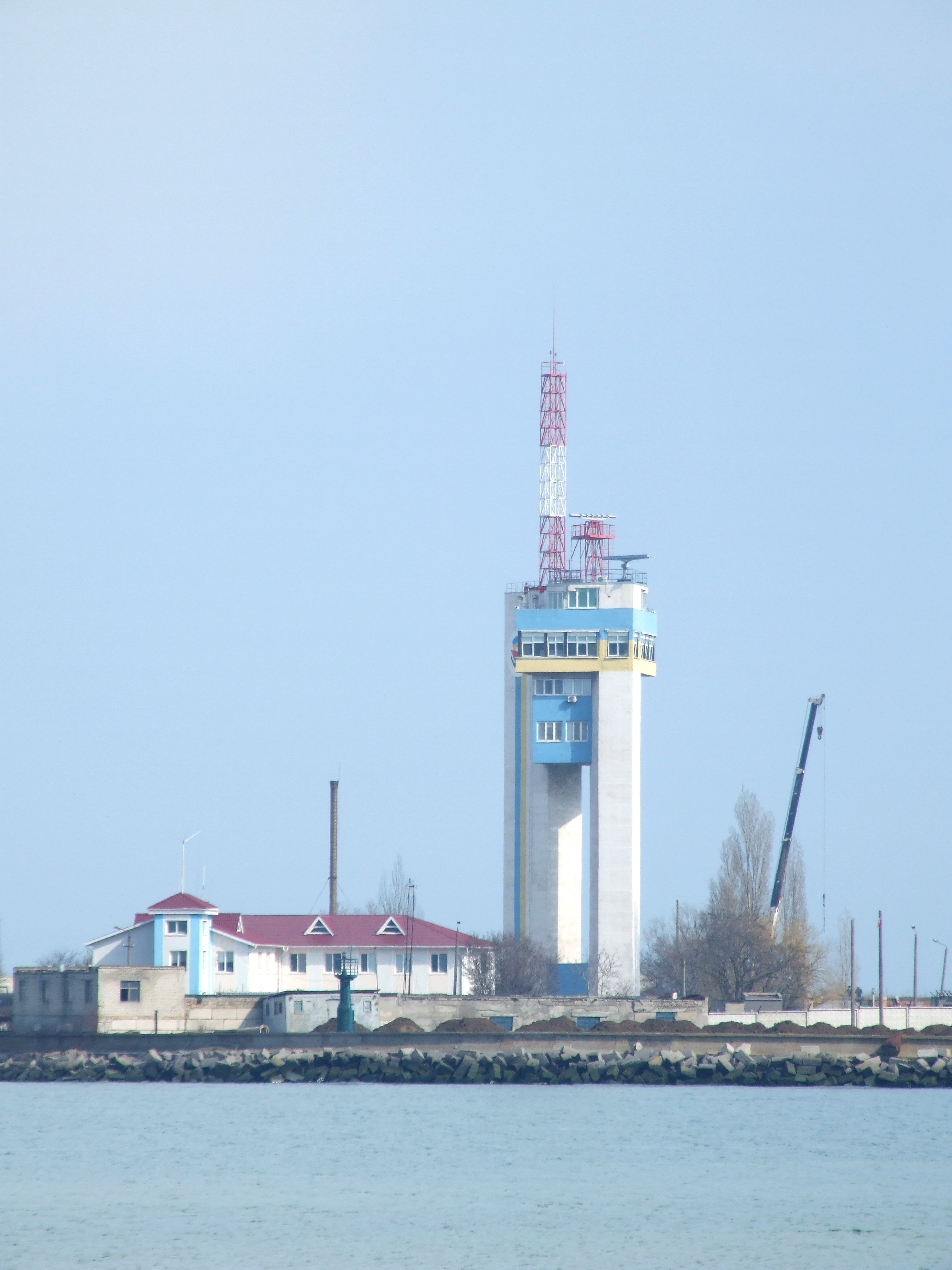
Береговая радиолокационная станция возле устья лимана
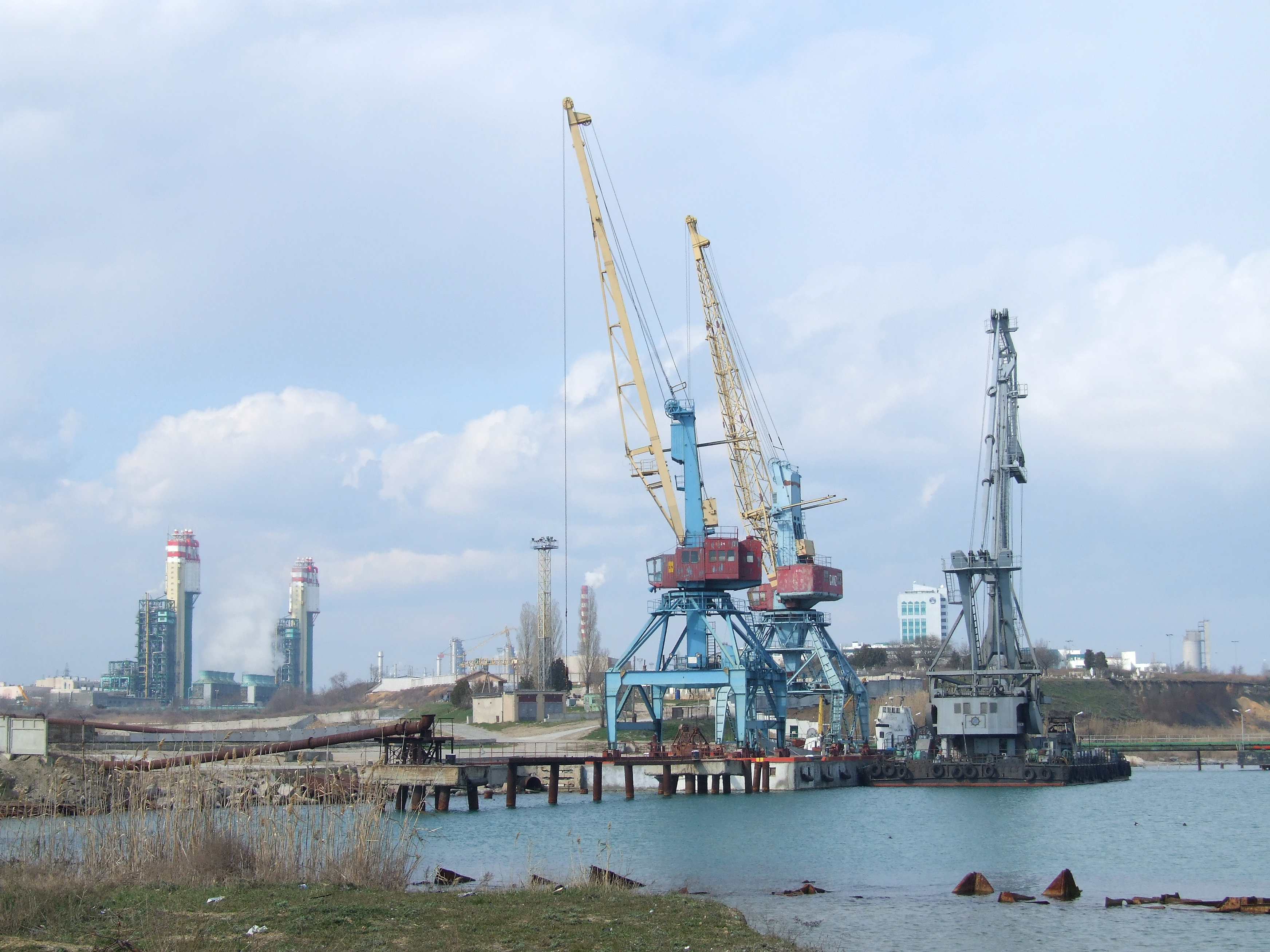
Краны порта Южный, на заднем плане — Одесский припортовый завод
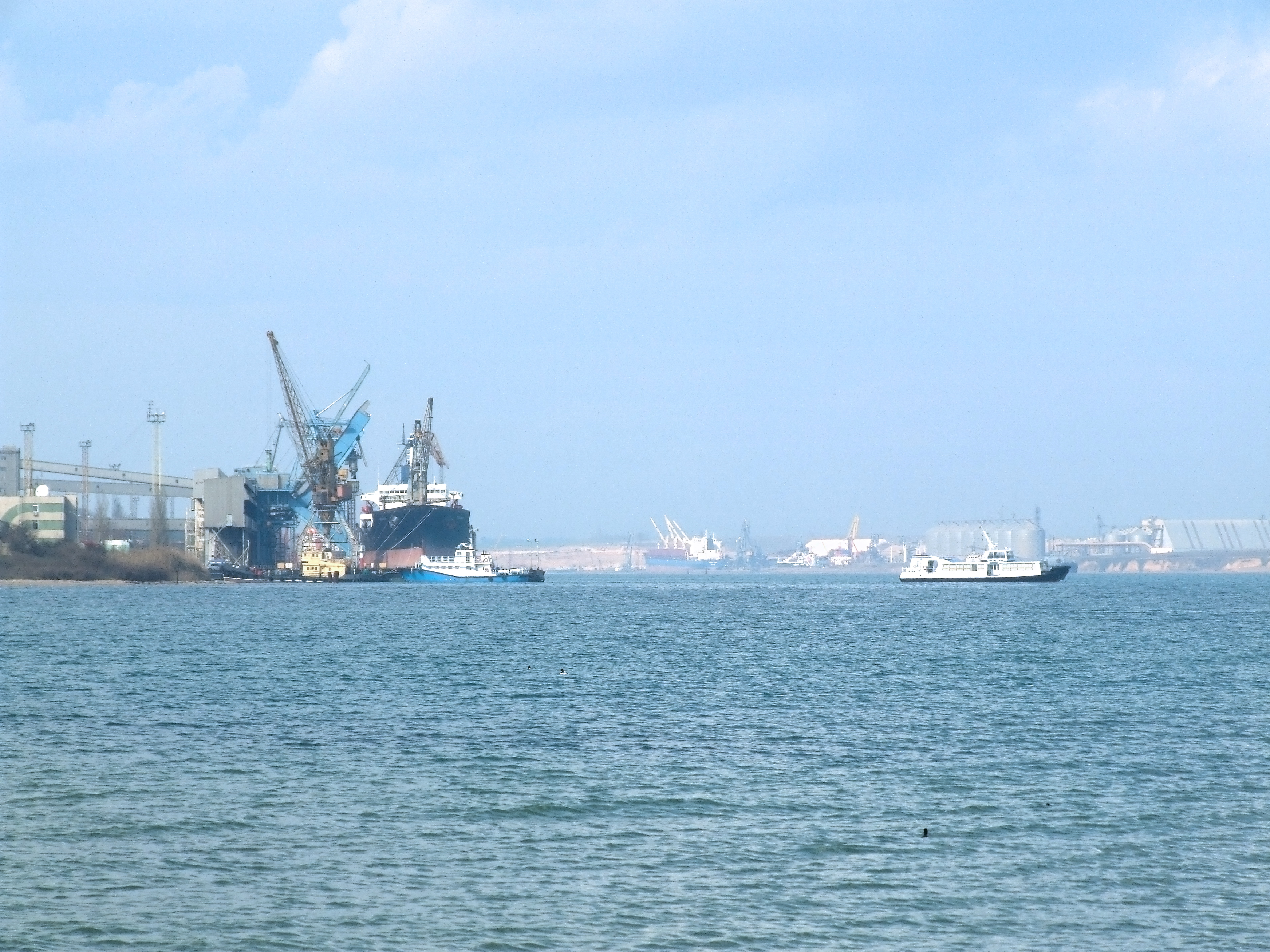
Порт Южный на берегах лимана